# Heriades rubicolus
Heriades rubicolus är en biart som beskrevs av Pérez 1890. Heriades rubicolus ingår i släktet väggbin, och familjen buksamlarbin. Inga underarter finns listade i Catalogue of Life.